# Sia kuhlgatzi
Sia kuhlgatzi är en insektsart som först beskrevs av Heinrich Hugo Karny 1910.  Sia kuhlgatzi ingår i släktet Sia och familjen Stenopelmatidae. Inga underarter finns listade i Catalogue of Life.